# Thailändische Beachhandball-Nationalmannschaft der Frauen
Die thailändische Beachhandball-Nationalmannschaft der Frauen repräsentiert die Handball Association of Thailand als Auswahlmannschaft auf internationaler Ebene bei Länderspielen im Beachhandball gegen Mannschaften anderer nationaler Verbände.
Als Unterbau fungieren die Nationalmannschaft der Juniorinnen. Das männliche Pendant ist die Thailändische Beachhandball-Nationalmannschaft der Männer.

## Geschichte
Die Beachhandball-Nationalmannschaft der Frauen Vietnams ist eine vergleichsweise früh in den 2000er Jahren gegründete Nationalmannschaft des damals noch recht neuen Sports. Bei den ersten Asienmeisterschaften 2004 nahm die Mannschaft noch nicht teil, beim nächsten Beachhandball-Wettbewerb für weibliche Nationalmannschaften in Asien, den Asian Beach Games 2008 nahmen sie erstmals teil und erreichte auf Anhieb das Finale, wo sich die Mannschaft einzig China geschlagen geben musste. China und Taiwan waren in der nächsten Zeit auch die Hauptkonkurrenten um die sportliche Vorherrschaft in Asien.
Nachdem Thailand 2010 erneut die Silbermedaille bei den Asian Beach Games gewonnen hatte und 2012 einen kleinen Rückschlag erlitten hatte und nur Vierte wurde, gelang bei der ersten Teilnahme an den Asienmeisterschaften 2013 der erste internationale Titelgewinn für Thailand. 2015 und 2017 konnte die Mannschaft den Titel verteidigen und ist damit bislang die erfolgreichste Mannschaft dieses Wettbewerbs. 2014 gelang auch der erste Titelgewinn bei den Asian Beach Games.
Die Teilnahme an den World Games gelang bisher nur einmal, 2009, als Thailand zum bei dieser Austragung letztmaligen als Demonstrationswettbewerb durchgeführten Turnier eingeladen wurde. 2012 qualifizierte sich Thailand das erste Mal für die Weltmeisterschaften, auch an den folgenden drei Austragungen nahm die Mannschaft durchweg teil. Beste Ergebnisse waren neunte Ränge 2014  und 2016. Bei den Weltturnieren konnte Thailand damit noch nicht besonders herausstechen, anders als die kontinentalen Konkurrenten aus Japan, China, Taiwan und die spätestens seit der zweiten Hälfte der 2010er Jahre zu einem ernsthaften vierten innerasiatischen Konkurrenten herangereiften Vietnamesinnen, die abgesehen von China alle wenigstens einmal bei Weltmeisterschaften oder World Games das Halbfinale erreicht hatten.
Nach der COVID-19-Pandemiebedingten Pause konnten sich die Thailänderinnen bei den Asienmeisterschaften 2022 den zweiten Platz belegen und sich damit auch wieder für die Weltmeisterschaften qualifizieren, nachdem man zwei Jahre zuvor für die ausgefallene WM das erste Mal seit 2012 nicht qualifiziert war, wobei die Mannschaft auch vom Verzicht Chinas und Taiwans profitierten. Bei der WM kam die Mannschaft auf den zehnten Platz und damit relativ gesehen auf die beste Platzierung bei Turnieren auf Weltebene bislang.

## Teilnahmen
| World Games - 2001: nicht eingeladen - 2005: nicht eingeladen - 2009: 8. - 2013: nicht qualifiziert - 2017: nicht qualifiziert - 2022: nicht qualifiziert World Beach Games - 2019: nicht qualifiziert - 2023: nicht qualifiziert | Weltmeisterschaften - 2004: keine Teilnahme - 2006: keine Teilnahme - 2008: keine Teilnahme - 2010: keine Teilnahme - 2012: 11. - 2014: 9. - 2016: 9. - 2018: 15. - 2020: nicht qualifiziert - 2022: 10. | Asienmeisterschaften - 2004: keine Teilnahme - 2013: 1. - 2015: 1. - 2017: 1. - 2019: 4. - 2022: 2. - 2023: keine Teilnahme Südostasien-Meisterschaften - 2017: 2. - 2020: ausgefallen - 2022: | Asian Beach Games - 2008: 2. - 2010: 2. - 2012: 4. - 2014: 1. - 2016: 3. - 2023: |

- ABG 2008[5]: Vanpen Sila • Duangjai Thaohom • Nadtaya Buaphan • Preeyanut Bureeruk • Thippawan Wongmak • Nualjan Supaphan • Pattarasiri Thanawat • Busarakam Sriruksa • Nantiya Chawdorn • Wongduean Sawatporn

- WG 2009: Preeyanut Bureeruk • Chamaiporn Camjun • Nantiya Chawdorn • Punpana Manmai • Panida Nongrueang • Vanpen Sila • Busarakam Sriruksa • Nualjan Supaphan • Pattarasiri Thanawat • Duangjai Thaohom[6]

- ABG 2010: Orrathai Wongnara • Nualjan Supaphan • Vanpen Sila • Duangjai Thaohom • Busarakam Sriruksa • Pattarasiri Thanawat • Punpana Manmai • Preeyanut Bureeruk • Pimpipat Chaiviset • Kanyaratn Boonkhoksi

- ABG 2012: Kanyaratn Boonkhoksi • Preeyanut Bureeruk • Punpana Manmai • Panida Nongrueang • Waraporn Poemsap • Vanpen Sila • Busarakam Sriruksa • Pattarasiri Thanawat • Duangjai Thaohom • Orrathai Wongnara[7]

- WM 2012: Kanyaratn Boonkhoksi • Punpana Manmai • Panida Nongrueang • Waraporn Poemsap • Vanpen Sila • Busarakam Sriruksa • Kwanruedi Srithamma • Pattarasiri Thanawat • Pakakan Thongkot • Orrathai Wongnara[8]

- AM 2013: Preeyanut Bureeruk • Nittaya Joisakoo • Punpana Manmai • Panida Nongrueang • Wiphaporn Piman • Vanpen Sila • Kwanruedi Srithamma • Duangjai Thaohom • Pakakan Thongkot • Orrathai Wongnara[9]

- ABG 2014: Pawinee Bunjarern • Preeyanut Bureeruk • Nittaya Joisakoo • Punpana Manmai • Panida Nongrueang • Vanpen Sila • Kwanruedi Srithamma • Viyada Surason • Duangjai Thaohom • Pakakan Thongkot • Orrathai Wongnara[10]

- WM 2014: Preeyanut Bureeruk • Nittaya Joisakoo • Punpana Manmai • Panida Nongrueang • Vanpen Sila • Kwanruedi Srithamma • Viyada Surason • Pakakan Thongkot • Orrathai Wongnara[11]

- AM 2015: Kader aktuell unbekannt

- ABG 2016: Pawinee Bunjarern • Pornpiroon Chalachai • Kawinthida Janjit • Punpana Manmai • Vanpen Sila • Kwanruedi Srithamma • Supharat Sukjan • Viyada Surason • Pakakan Thongkot • Orrathai Wongnara[12]

- WM 2016: Pawinee Bunjarern • Pornpiroon Chalachai • Kawinthida Janjit • Punpana Manmai • Vanpen Sila • Kwanruedi Srithamma • Supharat Sukjan • Viyada Surason • Pakakan Thongkot • Orrathai Wongnara[13]

- AM 2017: Kader aktuell unbekannt

- SOAM 2017: Kader aktuell unbekannt

- WM 2018: Pawinee Bunjarern • Pornpiroon Chalachai • Kawinthida Janjit • Nittaya Joisakoo • Supattra Kaleewat • Jindarut Netsupap • Vanpen Sila • Kwanruedi Srithamma • Supharat Sukjan • Pakakan Thongkot

- AM 2019: Kader aktuell unbekannt

- AM 2022: Ploysouy Dernribram • Kawinthida Janjit • Nittaya Joisakoo • Rujira Khrueasri • Niphaphon Pansopa • Saranya Saetang • Areeya Sirisakulcharoen • Kittiyakorn Tapa • Kanchana Tongpra • Angkana Wongsason

- WM 2022: Pornpiroon Chalachai • Ploysouy Dernribram • Kawinthida Janjit • Nittaya Joisakoo • Rujira Khrueasri • Niphaphon Pansopa • Saranya Saetang • Areeya Sirisakulcharoen • Kittiyakorn Tapa • Angkana Wongsason[14]

- SOAM 2022: Kader aktuell unbekannt

## Trainer
| Cheftrainer - mindestens 2012–2014: Van Wannaphan - mindestens 2018: Narasak Hemnithi - mindestens 2022: Van Wannaphan | Co-Trainer - mindestens 2012–2014: Jaraen Ananuah - mindestens 2018: Werasak Wisalaporn - mindestens 2022: Jaraen Ananuah - 2022: Vittaya Kongros |